# Бервил ла Кампањ
Бервил ла Кампањ (фр. Berville-la-Campagne) насеље је и општина у северној Француској у региону Горња Нормандија, у департману Ер која припада префектури Берне.
По подацима из 2011. године у општини је живело 177 становника, а густина насељености је износила 20,39 становника/km². Општина се простире на површини од 8,68 km². Налази се на средњој надморској висини од 120 метара (максималној 159 m, а минималној 141 m).

## Демографија
| 1962. | 1968. | 1975. | 1982. | 1990. | 1999. | 2011. |
| ----- | ----- | ----- | ----- | ----- | ----- | ----- |
| 98    | 117   | 152   | 147   | 131   | 113   | 177   |

График промене броја становника у току последњих година